# Tetradactylus ellenbergeri
Espèce
Synonymes
- Paratetradactylus ellenbergeri Angel, 1922
- Tetradactylus boulengeri De Witte 1933
- Tetradactylus lundensis Monard 1937
- Tetradactylus fitzsimonsi simplex Laurent 1950

Tetradactylus ellenbergeri est une espèce de sauriens de la famille des Gerrhosauridae.

## Répartition
Cette espèce se rencontre en Angola, en Zambie, au Congo-Kinshasa et en Tanzanie.

## Description
Cette espèce est ovipare.

## Étymologie
Cette espèce est nommée en l'honneur de Victor Ellenberger.

## Publication originale
- Angel 1922 : Sur un lézard d'un genre nouveau de la famille de Gerrhosauridae. Bulletin du Muséum d'histoire naturelle, vol. 28, p. 150-152 (texte intégral).